# 柳姓
柳姓是一個漢人的姓氏，在《百家姓》中排名第60位。此姓氏在韓國亦有分佈，韓文為유(류)。

## 起源
- 春秋时期，周公旦後裔, 有鲁国士师展禽，即柳下惠，受封于柳下，其子孙后代便以邑名为氏。
- 楚漢戰爭時代，楚懷王之孫心，秦、漢之間被奉為義帝，定都於柳。後義帝為西楚霸王項羽所殺，子孫為避禍，以柳為姓。[原創研究？]

## 郡望
- 河東柳氏

## 播遷
柳姓最早起源于河南一带。秦时，柳姓有入居山西境者，于河东（今山西省黄河以东地区）形成望族。此后相当长时期，河东一直是柳姓繁衍中心，柳姓许多名人大都出自河东，比如文士柳宗元。
早于唐代以前，柳姓已入居四川、广西、福建等地。唐亡后，柳姓称盛于南方，且分布极广。清代柳姓有入台者。
当代柳姓以山东、江苏、湖北、浙江三省居多。三省佔全國柳姓人口约34.9%。

## 延伸阅读
[在维基数据编辑]
 《百家姓》
 《欽定古今圖書集成·明倫彙編·氏族典·柳姓部》，出自陈梦雷《古今圖書集成》